# Горбунов, Фёдор Ильич
Фёдор Ильи́ч Горбуно́в (26 апреля [9 мая] 1914, Крещенка, Хлевенский район — 28 сентября 1991, Воронеж) — участник Великой Отечественной войны, командир орудия 69-го гвардейского отдельного истребительно-противотанкового дивизиона 62-й гвардейской стрелковой дивизии 37-й армии Степного фронта, гвардии старший сержант. Герой Советского Союза (1944).

## Биография
Родился 13 (26) апреля 1914 года в селе Крещенка Землянского уезда Воронежской губернии (ныне Хлевенского района Липецкой области) в семье крестьянина. Русский. Образование начальное. Работал на авиационном заводе слесарем в цехе № 7. Член ВКП(б)/КПСС с 1940 года.
В Красную Армию был призван в апреле 1942 года, а в июне — направлен на фронт. Командир орудия 69-го гвардейского отдельного истребительно-противотанкового дивизиона гвардии старший сержант Фёдор Горбунов в ночь на 28 сентября 1943 года в числе первых переправился через реку Днепр в районе с. Мишурин Рог (Верхнеднепровский район Днепропетровской области). Расчёт его орудия занял огневую позицию на правом берегу и на рассвете уничтожил 2 дота на пути наступающих. Отражая атаку противника, уничтожил 2 танка.
В начале октября 1943 года в боях на правом берегу Днепра расчёт подпустил танки противника на 150 метров и с первого выстрела уничтожил боевую машину. В результате этого боя пятеро красноармейцев погибли, а Фёдор Горбунов, тяжело раненый, был взят в плен. В плену находился в лагерях Кёнигсберга и Лексельфоле (Норвегия). Дважды безуспешно пытался бежать и был заключён в блок смертников, но за день до казни был освобождён нашими войсками.
Указом Президиума Верховного Совета СССР «О присвоении звания Героя Советского Союза офицерскому, сержантскому и рядовому составу Красной Армии» от 22 февраля 1944 года за «образцовое выполнение боевых заданий командования при форсировании реки Днепр, развитие боевых успехов на правом берегу реки и проявленные при этом отвагу и геройство» удостоен звания Героя Советского Союза. 
В 1946 году был демобилизован. Проживал в Воронеже. Работал в производственном областном объединении «Вторчермет». Умер 28 сентября 1991 года.
Награждён орденами Ленина, Отечественной войны 1 степени и Красной Звезды, а также медалями.

## Память
- На стеле Площади Героев в Липецке выбито имя Ф. И. Горбунова[4].
- 12 апреля 2005 года на доме № 1 по улице Станкевича в Воронеже, где жил Герой, установлена мемориальная доска[5].